# Вале Каша (Мачерата)
Вале Каша је насеље у Италији у округу Мачерата, региону Марке.
Према процени из 2011. у насељу је живело 468 становника. Насеље се налази на надморској висини од 99 м.